# Guldbaggegalan 1993
Den 28:e Guldbaggegalan, som belönade svenska filmer från 1992, hölls i Cirkus, Stockholm den 1 mars 1993.

## Vinnare och nominerade
Vinnarna listas i fetstil.
| Bästa film | Bästa regi |
| --- | --- |
| - Änglagård – Lars Jönsson och Lars Dahlquist - Min store tjocke far – Bert Sundberg och Anders Granström - Den goda viljan – Ingrid Dahlberg och Stefan Baron | - Colin Nutley – Änglagård - Kjell-Åke Andersson – Min store tjocke far - Bille August – Den goda viljan                 |
| Bästa manliga skådespelare | Bästa kvinnliga skådespelare                                                                                             |
| - Rolf Lassgård – Min store tjocke far - Thommy Berggren – Söndagsbarn - Samuel Fröler – Den goda viljan                                                       | - Pernilla August – Den goda viljan - Tova Magnusson – Svart Lucia - Helena Bergström – Änglagård                        |
| Bästa manuskript | Bästa foto |
| - Ingmar Bergman – Den goda viljan - Kjell-Åke Andersson och Magnus Nilsson – Min store tjocke far - Colin Nutley – Änglagård                                  | - Tony Forsberg – Söndagsbarn - Jens Fischer – Svart Lucia - Jörgen Persson – Den goda viljan - Jens Fischer – Änglagård |
| Bästa utländska film | |
| - Fruar och äkta män – Woody Allen - Den röda lyktan – Zhang Yimou - Stekta gröna tomater på Whistle Stop Café – Jon Avnet                                     | |
| Kreativa insatser | Ingmar Bergman-priset |
| - Anna Asp, scenograf - Ernst Günther, skådespelare och regissör - BUFF i Malmö                                                                                | - Gunnar Fischer, filmfotograf, regissör och författare                                                                  |